# 柬埔寨—泰國邊界

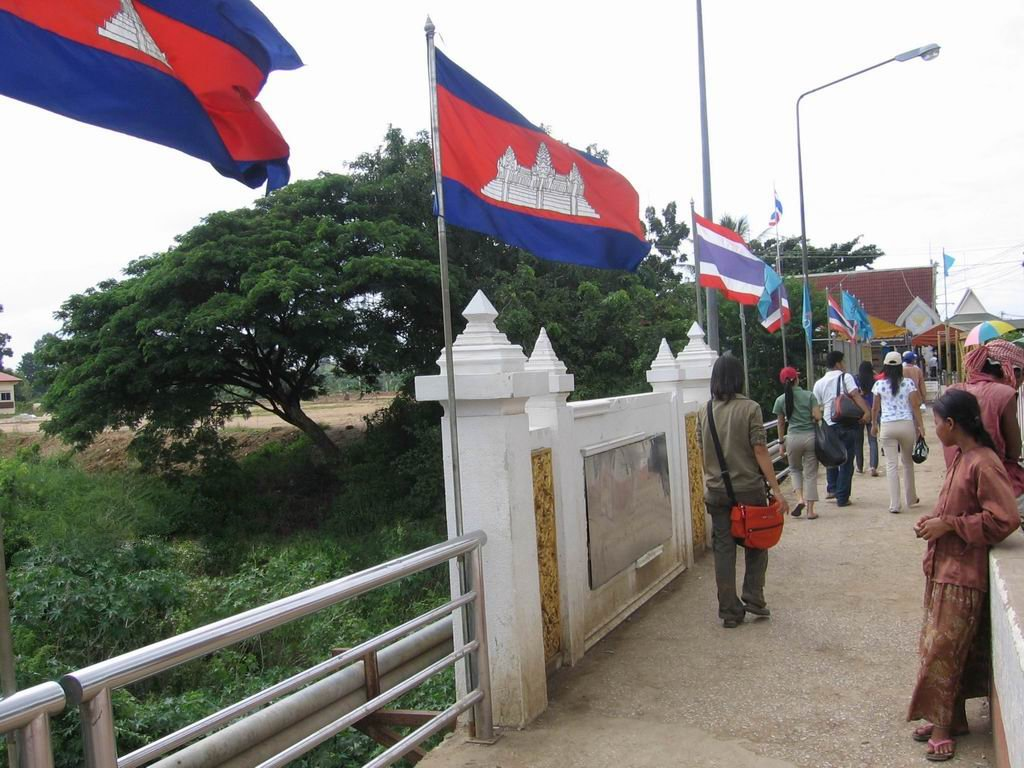
柬埔寨—泰國邊界位於波贝的口岸

柬埔寨—泰國邊界是柬埔寨与泰国之间的边界，全長817 公里，柬埔寨—泰國邊界东北起于泰國、柬埔寨与老挝三国交界处的扁擔山脈，南至泰国湾。 
1867至1907年间法国与暹罗签订的多项条约確定了現今現今柬埔寨和泰国之間的的边界 。1940年日軍入侵法屬印度支那后，日本將1904与1907年泰國割让给法国的領土還給泰国，但随着日本战败，战前边界又于1946年恢复，日本還給泰國的領土又被法國收走。